# Sjömanskyrkan i Gävle
Sjömanskyrkan i Gävle är en kyrkobyggnad i Gävle, som inte längre används som kyrka. Istället inhyses restaurang, livescen, replokaler och musikstudio i byggnaden, som numera går under benämningen Musikhuset.

## Historik
Kyrkan uppfördes 1890–1891 av Gävle evangelisk-lutherska missionsförening, tillhörig Evangeliska fosterlandsstiftelsen. Arkitekt var Gävles stadsarkitekt Erik Alfred Hedin. I folkmun kallades kyrkan ofta för "Pehrssons kyrka" efter Per Pehrsson som i flera decennier var den drivande kraften och predikant i missionsföreningen.
Gävle evangelisk-lutherska missionsförening kom till efter splittringen inom Gävle missionsförening 1875 då de som inte höll med Paul Peter Waldenström i striden om försoningsläran bildade en egen förening, ett förspel till Waldenströms bildande av Svenska missionsförbundet. Den evangelisk-lutherska församlingen övertog först Norra bönhuset eller Sarons kapell på Norra Kungsgatan av metodistförsamlingen som av ekonomiska skäl tvingats sälja sin byggnad två år efter uppförandet.
Sjömanskyrkan var som namnet antyder tänkt som en tillflyktsort för gästande sjömän. Den uppfördes i nygotisk stil i rött och guldfärgat tegel. Fasaden mot centralplan pryds av två trapptorn med tornhuvar och en spetsgavel med ett rosfönster av målat glas. Kyrkan hade ursprungligen plats för 1 500 personer. Förutom gudstjänstlokal rymde byggnaden bostad för kyrkans pastor, lokaler för sjömansmissionen, läs- och skrivrum samt bibliotek.
Under 1960- och 1970-talen blev det tal om att kyrkan skulle rivas. En trafikled planerades på kyrkans plats, och 1977 såldes kyrkan för rivning. Den nya trafikleden visade sig dock efterhand mindre behövlig, och en stark opinion kom att kämpa för kyrkans bevarande. Sedan riksantikvarieämbetet bedömt kyrkan kulturhistoriskt värdefull blev det politiskt mycket svårt att riva den. På 1980-talet rustade kommunen den istället och använder den för kulturverksamhet av olika slag. Byggnaden är sedan 2003 kulturskyddad i detaljplanen .
Kyrkan har tidvis fungerat som konserthus, stadsbibliotek och folkteater. Den går nu under benämningen Musikhuset och hyser replokaler, musikstudio, livescen och restaurang.